# Шаваев, Малик Юсуфович
Малик Юсуфович Шаваев (21 июня 1996) — российский борец вольного стиля, неоднократный чемпион России. По национальности балкарец.

## Спортивная карьера
27 февраля 2020 года приказом Министерства спорта Российской Федерации получил звание мастер спорта. В марте 2021 года в Улан-Удэ, одолев в финале Ахмеда Усманова из Дагестана, стал чемпионом России. В апреле 2021 года в Варшаве на чемпионате Европы одолел в 1/8 финала Мухаммета Котаноглу из Турции (10:0), в четвертьфинале уступил грузину Нике Кенчадзе (3:4), а тот в свою очередь в полуфинале будущему чемпиону в этом весе Ахсарбеку Гулаеву из Словакии (4:5) – и это лишило Малика возможности побороться за бронзовую медаль.

## Достижения
- Чемпионат России по вольной борьбе 2020 — 11;
- Чемпионат России по вольной борьбе 2021 — ;
- Чемпионат Европы по борьбе 2021 — 8;
- Чемпионат России по вольной борьбе 2022 — ;
- Чемпионат России по вольной борьбе 2024 — ;